# Erinaceota
Sous-ordre
Les Erinaceota sont un sous-ordre de mammifères insectivores de l'ordre des Eulipotyphla. Ce sous-ordre regroupe les hérissons, les musaraignes et les taupes.

## Taxinomie
Ce sous-ordre a été proposé en 1967 par le taxinomiste américain Leigh Van Valen, le décrivant alors comme équivalent aux Lipotyphla sans les Zalambdodonta. Il y inclut alors les familles des †Adapisoricidae, Erinaceidae, †Dimylidae, Talpidae, †Nesophontidae et Soricidae.

## Liste des familles
Familles actuelles selon la Mammal Diversity Database (13 janvier 2024) :
- Erinaceidae
- Soricidae
- Talpidae

Familles actuelles et fossiles, et genres non-classés selon The Hesperomys Project (13 janvier 2024) :
- super-famille des Erinaceoidea Fischer, 1814
  - † Adapisoricidae Schlosser, 1887
  - † genre Adunator Russell, 1964
  - † Amphilemuridae Heller, 1935
  - † Diacodontidae Trouessart, 1879
  - Erinaceidae Fischer, 1814
  - † genre Leipsanolestes Simpson, 1928
  - † genre Litocherus Gingerich, 1983
  - † genre Luchenus Tong & Wang, 2006
  - † genre Mckennatherium Van Valen, 1965
  - † Sespedectidae Novacek, 1985
  - † genre Talpavoides Bown & Schankler, 1982
  - † genre Talpavus Marsh, 1872
- super-famille des Soricoidea Fischer, 1814
  - † Apternodontidae Matthew, 1910
  - † Heterosoricidae Viret & Zapfe, 1951
  - † genre Iconapternodus Tong, 1997
  - † Nyctitheriidae Simpson, 1928
  - † Oligoryctidae Asher, McKenna, Emry, Tabrum & Kron, 2002
  - † Parapternodontidae Asher, McKenna, Emry, Tabrum & Kron, 2002
  - † Plesiosoricidae Winge, 1917
  - Soricidae Fischer, 1814
- super-famille des Talpoidea Fischer, 1814
  - † Dimylidae Schlosser, 1887
  - † Proscalopidae Reed, 1961
  - Talpidae Fischer, 1814

## Publication originale
- (en) Leigh Van Valen, « New Paleocene insectivores and insectivore classification », Bulletin of the American Museum of Natural History, New York, vol. 135, article 5,‎ 1967, p. 272 (lire en ligne  [PDF])